# TKh100-51
TKh100-51 – jeden z dwóch zachowanych parowozów, noszących na PKP oznaczenie serii TKh100. Egzemplarz TKh100-51 stanowi część ekspozycji Skansenu taboru i urządzeń kolejowych w Chabówce.
TKh100-51 został zbudowany w niemieckiej firmie Orenstein & Koppel w 1928 roku (nr fabryczny 11688), należał do znormalizowanego typu ELNA 4. Zbudowany był dla kolei Olesno – Praszka (Rosenberger Kleinbahn), która została w 1928 roku przebudowana na normalnotorową, i na której nosił numer 2 (drugi parowóz tego  typu nr 1 trafił po wojnie na koleje NRD pod numerem 89 954).
Rozpoczął służbę na PKP w 1945 roku. Pracował w lokomotywowniach: Gdynia (1951), Gdańsk Zaspa (1954), Toruń (1954), Malbork (1960), Zajączkowo Tczewskie (1960). Został wycofany z eksploatacji w kwietniu 1967 i 15 września 1968 skreślony z inwentarza. Był ostatnim parowozem serii TKh100 na PKP. Do skansenu w Chabówce trafił w 1998 roku, a w następnym roku został odbudowany ze stanu zdewastowanego.